# 7656 Joemontani
7656 Joemontani este un asteroid din centura principală de asteroizi.

## Descriere
7656 Joemontani este un asteroid din centura principală de asteroizi. A fost descoperit pe 24 aprilie 1992 la Kitt Peak National Observatory în cadrul proiectului Spacewatch. El prezintă o orbită caracterizată de o semiaxă mare de 3,04 ua, o excentricitate de 0,20 și o înclinație de 1,5° în raport cu ecliptica.